# Championnat de France masculin de handball de deuxième division 1993-1994
Navigation
Saison 1992-1993 Saison 1994-1995
La Nationale 1 fédérale 1993-1994 est la quarante-deuxième édition du Championnat de France masculin de handball de deuxième division, le deuxième plus haut niveau de handball en France. 
Le titre de champion de France est remporté par l'UMS Pontault-Combault, vainqueur en finale du Nice HB Côte d'Azur. Néanmoins, Nice ayant renoncé à participer à la Nationale 1 Performance, le SO Chambéry est le second club promu en compagnie de Pontault-Combault.
Enfin, du fait que la saison 1994-1995 passe à 36 équipes, aucun club n'est relégué en dehors du HBC Hainaut, probablement relégué pour raisons financières.

## Phase de poule
Légende
- Qualifié pour la finale et promu en 1re Division
- Qualifié pour les barrages de promotion
- Relégation volontaire en 3e Division
- Relégation en 3e Division :  aucun, passage à 36 clubs
- R :  Relégué de 1re Division en début de saison : aucun, passage à 16 clubs
- P :  Promu de 3e Division en début de saison.

### Poule 1
Le classement final de la poule 1 est :
|    | Équipe                               | Pts | J  | G  | N | P  | Bp  | Bc  | Diff |
| -- | ------------------------------------ | --- | -- | -- | - | -- | --- | --- | ---- |
| 1  | UMS Pontault-Combault                | 75  | 26 | 23 | 3 | 0  | 750 | 534 | 216  |
| 2  | US Saintes CC P                      | 69  | 26 | 21 | 1 | 4  | 749 | 622 | 127  |
| 3  | AC Boulogne-Billancourt P            | 60  | 26 | 15 | 4 | 7  | 657 | 587 | 70   |
| 4  | HBC Villeneuve d'Ascq                | 57  | 26 | 14 | 3 | 9  | 621 | 570 | 51   |
| 5  | Stade français Issy-les-Moulineaux P | 55  | 26 | 14 | 1 | 11 | 665 | 647 | 18   |
| 6  | JAD Villemomble                      | 54  | 26 | 14 | 0 | 12 | 608 | 617 | -9   |
| 7  | CJF Saint-Malo P                     | 52  | 26 | 11 | 4 | 11 | 661 | 663 | -2   |
| 8  | HBC Gien Loiret P                    | 51  | 26 | 12 | 1 | 13 | 621 | 652 | -31  |
| 9  | ES Falaise P                         | 50  | 26 | 11 | 2 | 13 | 588 | 573 | 15   |
| 10 | RSC Montreuil P                      | 48  | 26 | 11 | 0 | 15 | 636 | 639 | -3   |
| 11 | Angers Noyant Handball P             | 44  | 26 | 8  | 2 | 16 | 539 | 571 | -32  |
| 12 | Dreux AC P                           | 42  | 26 | 7  | 2 | 17 | 615 | 694 | -79  |
| 13 | OSM Lomme P                          | 42  | 26 | 8  | 0 | 18 | 565 | 659 | -94  |
| 14 | HBC Hainaut                          | 29  | 26 | 1  | 1 | 24 | 550 | 797 | -247 |

### Poule 2
Le classement final de la poule 2 est :
|    | Équipe                      | Pts | J  | G  | N | P  | Bp  | Bc  | Diff |
| -- | --------------------------- | --- | -- | -- | - | -- | --- | --- | ---- |
| 1  | Nice HB Côte d'Azur P       | 70  | 26 | 22 | 0 | 4  | 618 | 507 | 111  |
| 2  | SO Chambéry P               | 62  | 26 | 16 | 4 | 6  | 587 | 551 | 36   |
| 3  | Istres Sports P             | 57  | 26 | 13 | 5 | 8  | 587 | 554 | 33   |
| 4  | Sporting Toulouse 31        | 56  | 26 | 14 | 2 | 10 | 600 | 563 | 37   |
| 5  | ES St-Martin-d'Hères        | 56  | 26 | 12 | 6 | 8  | 589 | 572 | 17   |
| 6  | HB Mougins Mouans-Sartoux P | 51  | 26 | 11 | 3 | 12 | 635 | 639 | -4   |
| 7  | HBC Carcassonne P           | 51  | 26 | 11 | 3 | 12 | 577 | 581 | -4   |
| 8  | SE Beaune P                 | 48  | 26 | 10 | 2 | 14 | 589 | 614 | -25  |
| 9  | SLUC Nancy COS Villers P    | 47  | 26 | 10 | 1 | 15 | 538 | 549 | -11  |
| 10 | Aix UC P                    | 47  | 26 | 8  | 5 | 13 | 526 | 538 | -12  |
| 11 | Mulhouse Sud Alsace         | 47  | 26 | 9  | 3 | 14 | 575 | 600 | -25  |
| 12 | ASL Robertsau P             | 47  | 26 | 9  | 3 | 14 | 492 | 523 | -31  |
| 13 | SMEC Metz                   | 46  | 26 | 10 | 0 | 16 | 485 | 553 | -68  |
| 14 | ES Besançon P               | 43  | 26 | 7  | 3 | 16 | 522 | 576 | -54  |

## Phase finale

### Finale
| Équipe 1              | Statut          | Équipe 2            | Statut          | Total   | Aller   | Retour  |
| --------------------- | --------------- | ------------------- | --------------- | ------- | ------- | ------- |
| UMS Pontault-Combault | 1er poule 1 N1F | Nice HB Côte d'Azur | 1er poule 2 N1F | 43 – 37 | 25 – 22 | 18 – 15 |

L'UMS Pontault-Combault est champion de France de Nationale 1 Fédérale.

### Barrages de promotion
Les barrages de relégation opposent les 2e de chacune des 2 poules de N1 fédérale (D2) aux 5e et 6e de la poule basse de N1 performance (D1). Les vainqueurs de ces matchs sont maintenus ou promus en N1 performance en compagnie des deux vainqueurs de poule de N1 fédérale :
| Équipe 1    | Statut     | Équipe 2                  | Statut                     | Total | Aller   | Retour |
| ----------- | ---------- | ------------------------- | -------------------------- | ----- | ------- | ------ |
| US Saintes  | 2e poule 1 | SC Sélestat               | 5e de la poule basse de D1 | ? – ? | 20 – 24 | ? – ?  |
| SO Chambéry | 2e poule 2 | Girondins de Bordeaux HBC | 6e de la poule basse de D1 | ? – ? | 21 – 23 | ? – ?  |

Le SC Sélestat et les Girondins de Bordeaux HBC se maintiennent en Nationale 1 Performance (D1) tandis que l'US Saintes et le SO Chambéry restent en Nationale 1 fédérale (D2).
Néanmoins, le Nice HB Côte d'Azur a renoncé à participer à la Nationale 1 Performance et c'est alors le SO Chambéry qui est le second club promu.